# 経ヶ丸わくわくドラゴンハウス
経ヶ丸わくわくドラゴンハウス（きょうがまる わくわくドラゴンハウス）は、岡山県井原市にある経ヶ丸グリーンパークに併設されている児童向けレジャー施設である。

## 概要
井原市が「子守唄の里井原」のイメージアップを図るために、ふるさと創生事業の一環で、「子守唄の里わくわくドラゴンハウス」として整備。親と子がふれあいながら、ゆっくりくつろぎ、また楽しく遊べる施設をコンセプトとしている。

### 所在地
- 岡山県井原市笹賀町1682番地1

### 施設データ
- 開館時間：9時 ‐ 18時 （10月1日〜3月31日は17時まで）
- 入館料：1人1回につき100円 （2歳以下は無料、20人以上1割引）
- 休館日：毎週火曜日、年末年始 （12月28日〜1月4日まで）
- 駐車場：有 （無料、30台）
- 設置者：井原市 （指定管理者制度が導入され、経ヶ丸オートキャンプ場の指定管理者（民間企業）が管理している。）

## 歴史

### 沿革
- 1993年（平成5年）4月： わくわくドラゴンハウス南斜面に経ヶ丸パーク施設整備事業の一環として整備していた経ヶ丸林間広場（総事業費約9520万円、約2,500平方メートル）が完成。[2]

## 周辺
※経ヶ丸グリーンパーク#見どころ・経ヶ丸グリーンパーク#周辺 を参照。

## アクセス
※経ヶ丸グリーンパーク#交通 を参照。